# Somaglia
Somaglia ist eine Gemeinde mit 3789 Einwohnern (Stand 31. Dezember 2023) in der Provinz Lodi in der italienischen Region Lombardei.

## Ortsteile
Im Gemeindegebiet liegen neben dem Hauptort die Fraktion San Martino Pizzolano, sowie die Wohnplätze Cascina Careggio, Cascina Fittarezza, Castello, Coste Fagioli, San Maurizio und Sant’Isidoro.